# Johann Hugo von Orsbeck

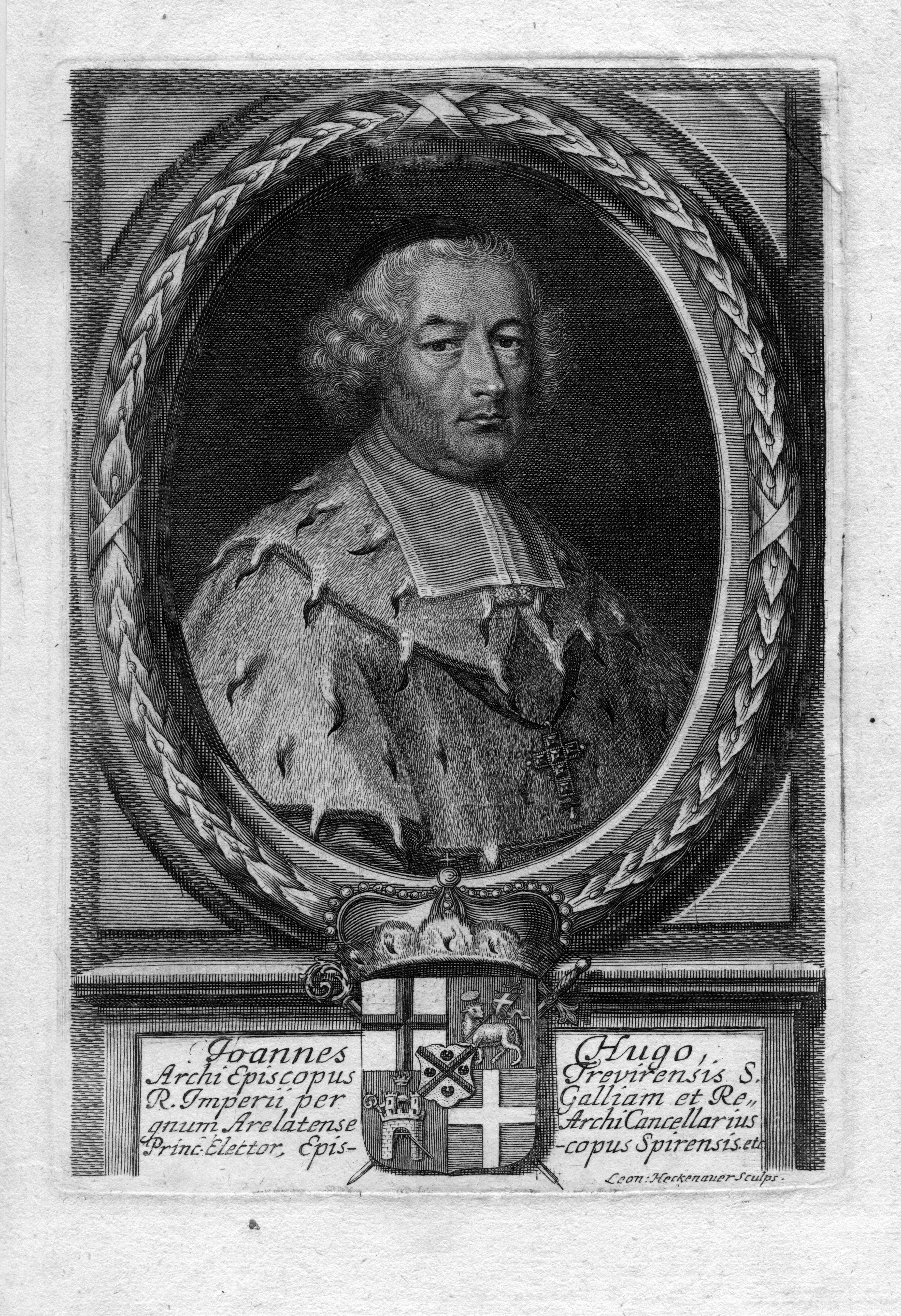
Johann Hugo von Orsbeck, mit Wappen. Stich von Leonhard Heckenauer, um 1680

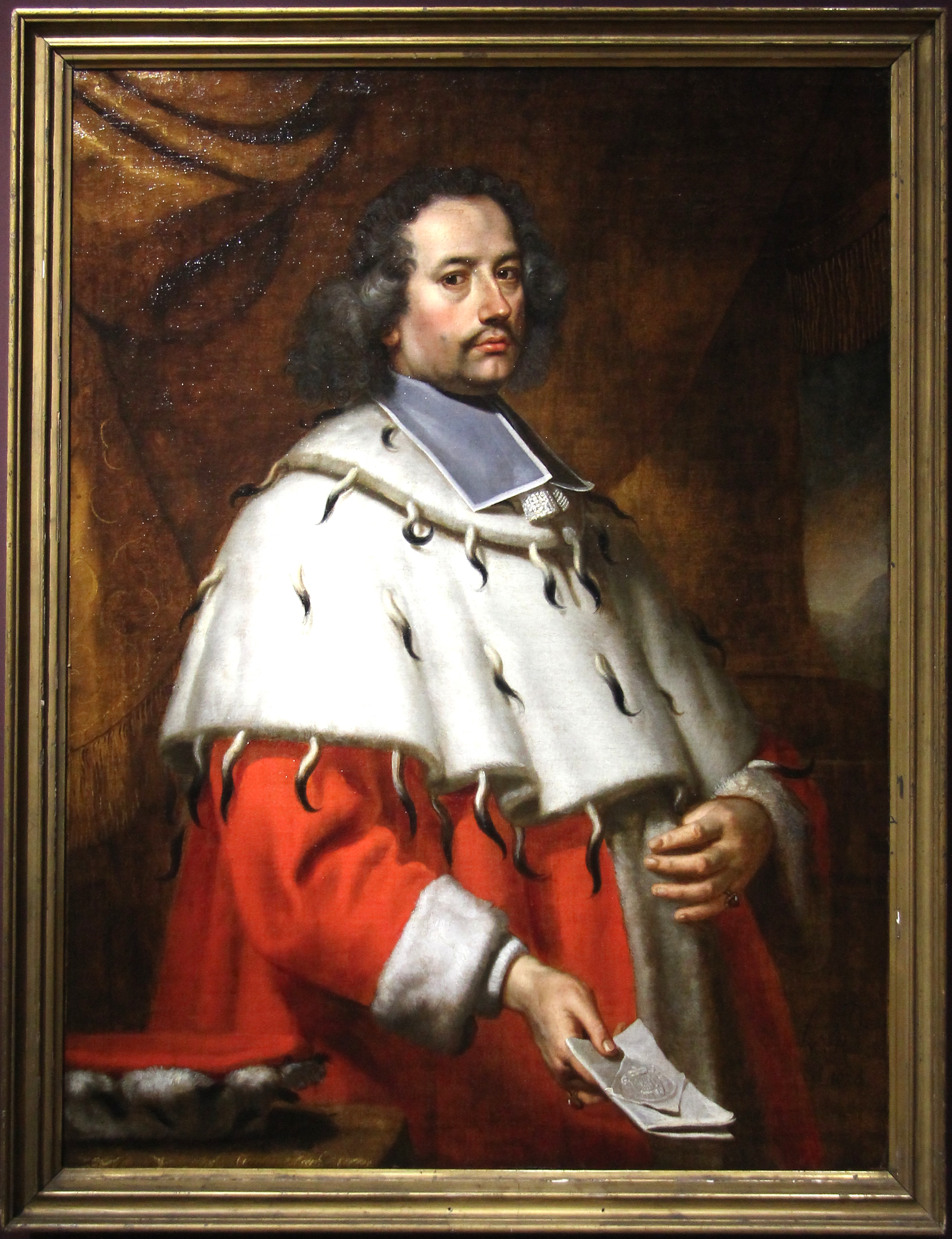
Johann Hugo von Orsbeck, 1701

Johann Hugo von Orsbeck (* 13. oder 30. Januar 1634 auf Burg Vernich, heute zu Weilerswist gehörig; † 6. Januar 1711 auf Schloss Philippsburg in Ehrenbreitstein) war von 1675 bis 1711 Bischof von Speyer und als Johann VIII. von 1676 bis 1711 Erzbischof und Kurfürst von Trier.

## Leben

### Herkunft
Johann Hugo war das dritte von neun Kindern des Jülicher Kammerherrn Wilhelm von Orsbeck, Herr auf Burg Groß-Vernich († 1648), und der Katharina von der Leyen († 1673), Tochter des kurtrierischen Landhofmeisters Damian von der Leyen (1583–1639) und der Anna Katharina Waldbott von Bassenheim (1587–1666). Katharina von der Leyen war die Schwester des Trierer Bischofs Karl Kaspar von der Leyen (1618–1676) und des Oberhirten von Mainz, Damian Hartard von der Leyen (1624–1678).

### Ausbildung und frühes Wirken
Zusammen mit seinem Bruder Damian Emmerich (1632–1682) besuchte Johann Hugo ab 1642 das Gymnasium zu Köln, 1648 wechselte er an das Mainzer Jesuitengymnasium. Mit dem Empfang der Tonsur nahm man ihn 1650 in den Klerikerstand auf. Im Jahr 1652 begannen die Brüder Orsbeck ein Studium am berühmten Collegium Germanicum in Rom. Johann Hugo beendete 1655 seine theologischen Studien und begab sich auf eine zweimonatige Italienreise. Zwischenzeitlich hatte er bereits Aufnahme gefunden in die Domkapitel von Trier (1651) und Speyer (1653). 1655 erhielt er eine Pfarrpfründe in Oberdrees (heute ein Ortsteil von Rheinbach), 1656 eine zweite in Kettig unweit von Koblenz. In den Jahren 1655 bis 1657 schloss der junge Kleriker seine Studien an der Universität Paris und in Pont-à-Mousson ab.
1658 empfing Orsbeck die niederen Weihen und trat Domkapitularstellen zu Speyer und Trier an. 1660 wurde er als Nachfolger des verstorbenen Gerhard Lothar von Büren zum Speyerer Domdekan, am 2. Januar 1672 in Trier zum Koadjutor und Nachfolger seines Onkels Karl Kaspar von der Leyen gewählt. Am 24. März 1674 erhielt Orsbeck in der Hofkapelle von Schloss Philippsburg (Ehrenbreitstein) die Priesterweihe.

### Bischof von Speyer und Trier

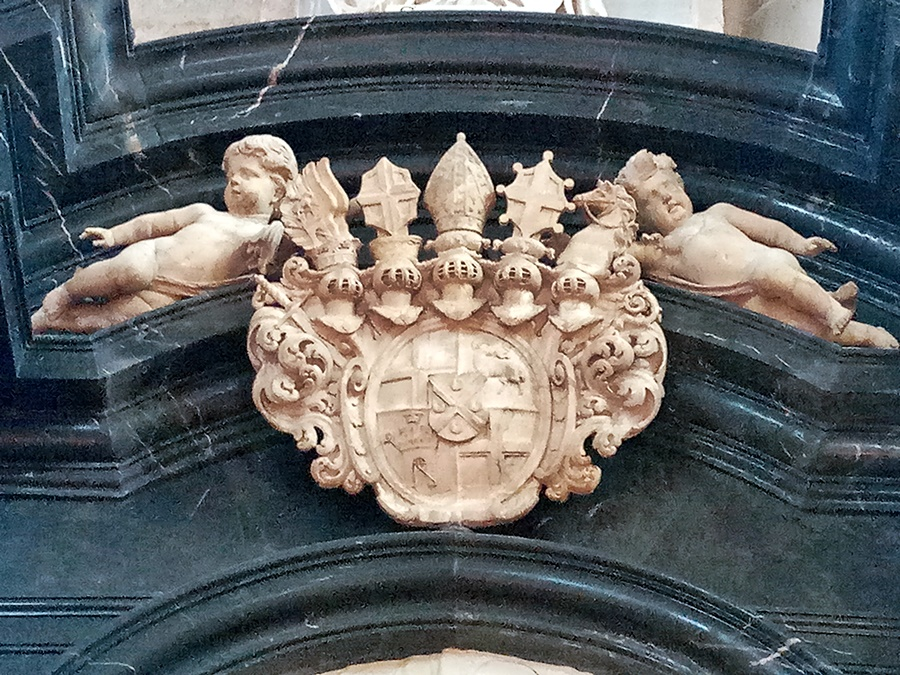
Persönliches Wappen am Grabaltar im Trierer Dom

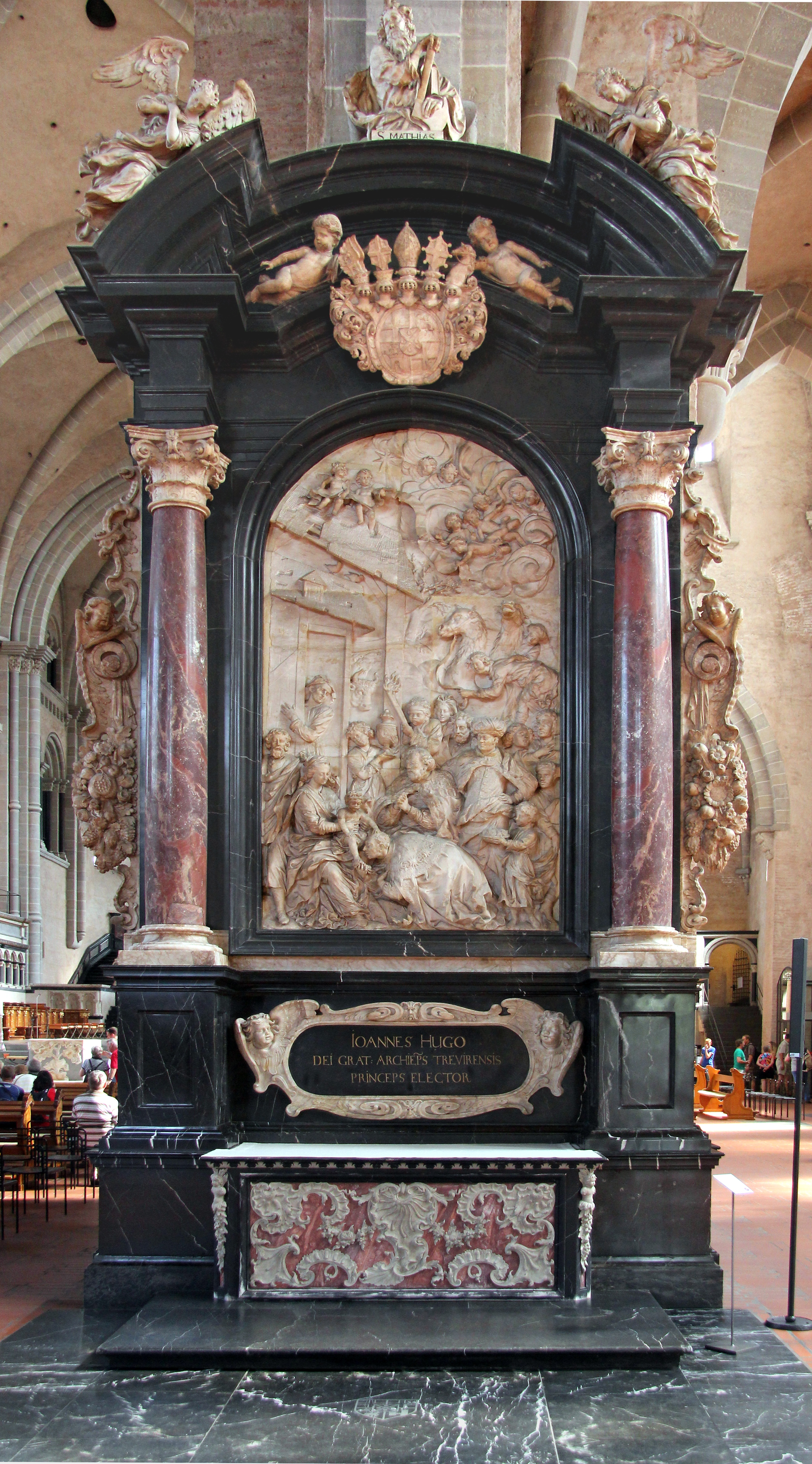
Dreikönigsaltar, Grabstätte von Bischof Orsbeck im Trierer Dom (Bildhauer Johann Mauritz Gröninger)

Orsbeck wurde am 16. Juli 1675 zum Bischof von Speyer gewählt. Knapp ein Jahr später, am 4. Juni 1676, starb in Trier sein Onkel. Bischof Orsbeck trat die Nachfolge an und verließ deshalb Speyer; nur einmal, nämlich 1677, kehrte er zur Huldigung kurz zurück. Zu seinem Speyerer Bistumsverweser und Statthalter setzte der Oberhirte am 13. August 1676 den Domherrn Heinrich Hartard von Rollingen ein, der auch die bischöfliche Weihe besaß. 1688 avancierte dieser zum Speyerer Domdekan, seit 1692 war er auch Generalvikar des Bistums und wurde nach Orsbecks Tod dessen Nachfolger als Bischof von Speyer.
1676, im Alter von 42 Jahren, bestieg Orsbeck den erzbischöflichen Stuhl von Trier und erlangte damit auch die Kurwürde. In seine Regierungszeit fielen drei verheerende Kriege, in denen jeweils auch Kurtrier schwere Schäden erlitt. Die Endphase des Französisch-Holländischen Krieges fand nicht mehr auf dem Gebiet Kurtriers statt, nachdem die Franzosen 1675 infolge der Schlacht an der Konzer Brücke aus dem Erzstift vertrieben worden waren, der Krieg hatte das Land jedoch zuvor schwer verwüstet. Weitere Verheerungen durch Kämpfe, Besetzungen und durchziehende Truppen brachten der Pfälzische Erbfolgekrieg von 1688 bis 1697, der als einer der schlimmsten Kriege der Zeit gilt, sowie der Spanische Erbfolgekrieg, der von 1701 bis 1714 dauerte.
Zum Neuaufbau des Landes verlangte Orsbeck zu Beginn seiner Regierungszeit 150.000 Taler von den Landständen; er erhielt aber nur 86.000 mit der Begründung, dass das Land zu arm sei, um eine höhere Summe aufzubringen. Von den „Reunionen“ genannten Annexionen von Reichsgebiet durch Ludwig XIV. waren auch trierische und speyerische Gebiete stark betroffen. Orsbeck protestierte zwar am 22. Juni 1680 bei Kaiser Leopold I. und bat um die Hilfe des Reiches, doch die Bitte hatte wegen der frankreichfreundlichen Politik anderer Reichsstände und der Beschäftigung des Kaisers mit Revolten und einem drohenden Türkenkrieg keinen Erfolg.
Im Juni und Juli des Jahres 1684 wurde nach der Eroberung Luxemburgs auch die Stadt Trier von französischen Truppen besetzt und die Stadtbefestigung niedergerissen. In den darauffolgenden Jahren begann Frankreich inmitten Kurtriers auf dem Gebiet der Grafschaft Sponheim bei Traben-Trarbach die Errichtung der Festung Mont Royal, um damit das Moselgebiet zu beherrschen. Nach Ausbruch des Pfälzischen Erbfolgekrieges 1688 besetzte Frankreich das Bistum Speyer und das Erzstift Trier fast vollständig, Orsbecks eigene Streitmacht konnte nur Koblenz und Ehrenbreitstein vor der Eroberung bewahren. Es kam zu starken Zerstörungen; Speyer wurde völlig vernichtet, die Städte Cochem, Mayen, Wittlich und viele andere Orte nördlich von Mont Royal gingen in Flammen auf. Aufgrund der defensiven Haltung der Reichstruppen blieben die linksrheinischen Landesteile lange in französischer Hand. Im Frieden von Rijswijk gab Frankreich schließlich alle reunierten Gebiete der Hochstifte Trier und Speyer zurück, zog seine verbliebenen Truppen ab und zerstörte die immer noch im Bau befindliche Festung Mont Royal.
Noch während des Krieges, am 24. Januar 1690, nahm Orsbeck an der Wahl des erst 11-jährigen Joseph I., des Sohnes von Leopold, zum römisch-deutschen König teil. Als es im Jahre 1692 Auseinandersetzungen innerhalb des Kurfürstenkollegiums wegen der Erhebung Hannovers zum neunten Kurfürstentum gab, stand Orsbeck auf der Seite Kurkölns und der Kurpfalz, die diese Erhebung ablehnten.
Bald nach Beginn des Spanischen Erbfolgekrieges trat Orsbeck am 8. Mai 1702 durch ein Bündnis mit England und den niederländischen Generalstaaten der Allianz gegen Frankreich bei. In diesem Bündnis wurde ihm der möglichste Schutz des Erzstiftes und der Stadt Trier gegen Frankreich zugesichert, was sich aber als trügerisch erwies. Bereits im Oktober 1702 eroberte der französische General Tallard Trier und Teile des Erzstiftes, was mit erneuten Belastungen durch die Besatzungstruppen verbunden war. Erst nach dem Sieg in der Schlacht von Höchstädt gelang englischen Truppen Ende Oktober 1704 zumindest eine vorübergehende Rückeroberung.
Zu Orsbecks Verdiensten als Landesherr gehören die wirtschaftliche Stabilisierung seines Territoriums, der Erlass eines neuen Landrechts und einer neuen Medizinalordnung sowie das Bemühen um die Volksbildung durch das Errichten von Schulen auf dem Land.

### Geistliches Wirken

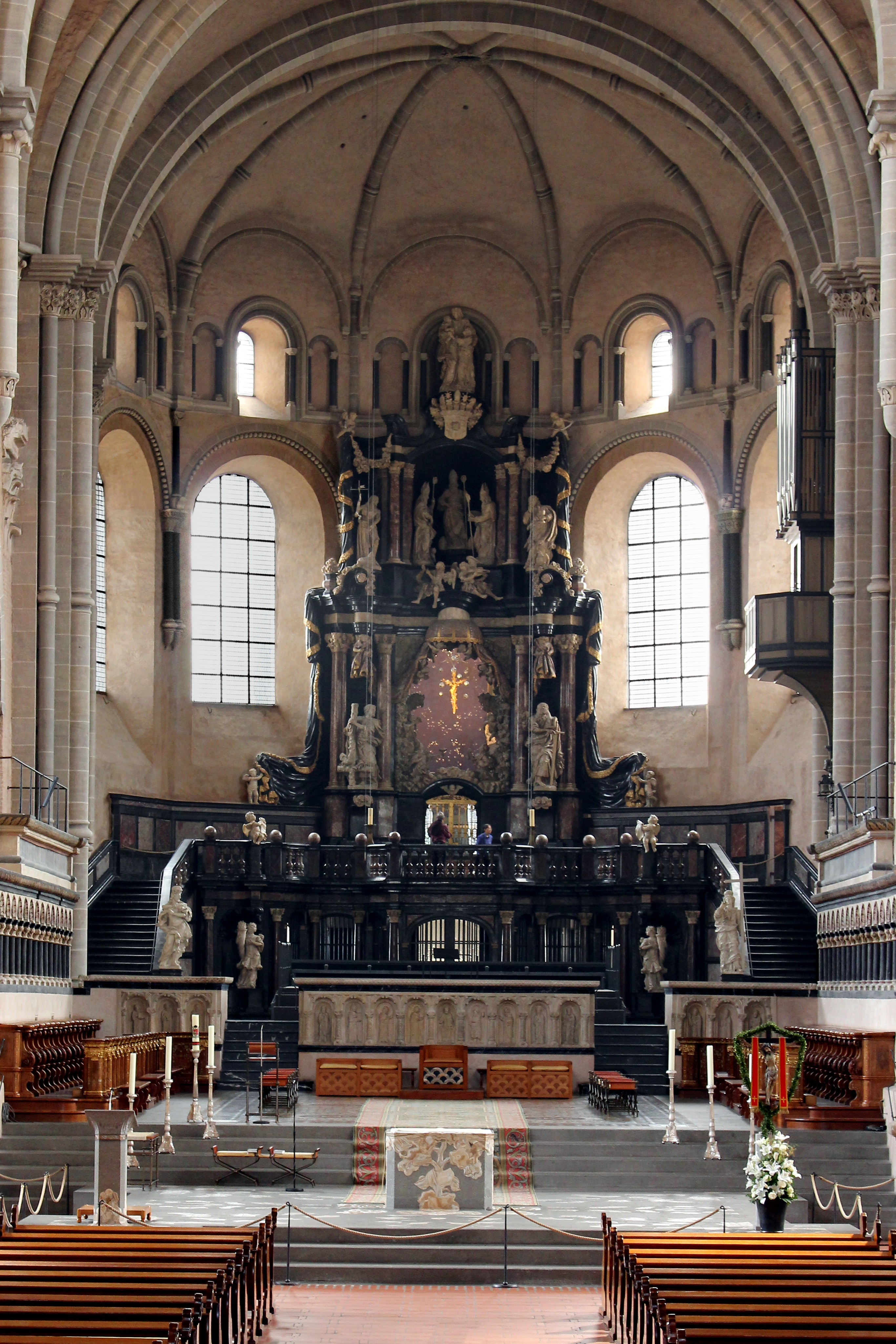
Der unter Bischof Orsbeck neu gestaltete Ostchor des Trierer Doms mit Treppenaufgängen zur beleuchteten Heiltumskammer; die moderne Zelebrationsaltarinsel stammt von der Domrenovierung der 1970er-Jahre.

Als Bischof war Orsbeck von tiefer persönlicher Frömmigkeit und großem Eifer geprägt, er trieb die kirchlichen Reformen nachhaltig voran. Besonders förderte er die Orden der Jesuiten und Kapuziner. In Koblenz ließ er das Gymnasium wiederherstellen und unterstützte eine Bildungseinrichtung der Dominikaner. Außerdem erließ er 1678 Synodalstatuten für das Erzbistum Trier und gab 1688 ein neues Diözesanrituale heraus.
Orsbeck liebte die Musik und das Theater; als Kunstmäzen gab er eine kostbare Mitra in Auftrag, die sich heute im Limburger Domschatz befindet. Am teilzerstörten Speyerer Dom ließ er Sicherungsarbeiten vornehmen und die zugehörige bischöfliche Burg wieder errichten. Für das Gnadenbild in der von Kapuzinern betreuten Wallfahrtskirche zu Bornhofen gab er eine neue Kapelle in Auftrag.
Ab 1687 erfolgte auch die Neugestaltung des Domchors in Trier nach Plänen von Johann Wolfgang Frölicher (1652–1700). Orsbeck ließ eine Heiltumskammer für den Heiligen Rock an die romanische Apsis anbauen, zu der zwei Treppenaufgänge vom Innern des Doms emporführten und die als Eingangs- und Schauseite eine altarartige Fassade besaß. Hierdurch machte er die Reliquie des Hl. Rocks sowohl zum optischen wie auch spirituellen Mittelpunkt der Domkirche.
Wegen der permanenten kriegerischen Auseinandersetzungen, in die das Erzstift verwickelt war, konnte Orsbeck zwar kaum persönlich wirken, war jedoch die Triebfeder der religiösen Erneuerung und bediente sich hierzu meist seiner Weihbischöfe und anderer Kleriker. Am 24. September 1710 ernannte er Bischof Karl Joseph von Lothringen, den zweiten Sohn von Herzog Karl von Lothringen, zu seinem Koadjutor und Nachfolger. Bald darauf starb Orsbeck 77-jährig nach 35 Jahren Herrschaft, die fast ausschließlich durch Kriege geprägt waren.
Seinen Tod an einem zukünftigen Dreikönigstag (6. Januar) soll der Bischof 1701 in einer Vision vorausgesehen haben, in der er (wohl im Traum) seine eigene Begräbnismesse miterlebt hat. Unter dem Eindruck dieses Erlebnisses stiftete er im Trierer Dom den Dreikönigsaltar, vor dem er auch beigesetzt wurde. Orsbeck ließ sich dabei als einer der Heiligen Drei Könige darstellen, der dem Jesuskind die Füße küsst. Die eigentliche Grabplatte wurde nicht vollendet und befindet sich seit 1974 im Kreuzgang des Trierer Doms. Das Herz von Johann Hugo von Orsbeck wurde wunschgemäß in den Speyerer Dom überführt. Es befindet sich heute mit dem zugehörigen Herzepitaph in der Katharinenkapelle; die Stelle des Grabes ist durch ein in den Fußboden eingelassenes Bronzeherz gekennzeichnet.

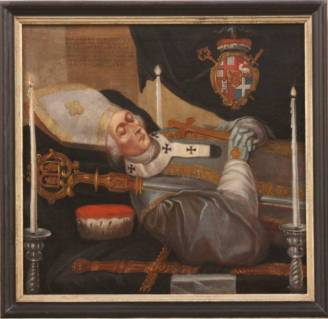
Bischof Orsbeck auf dem Sterbebett
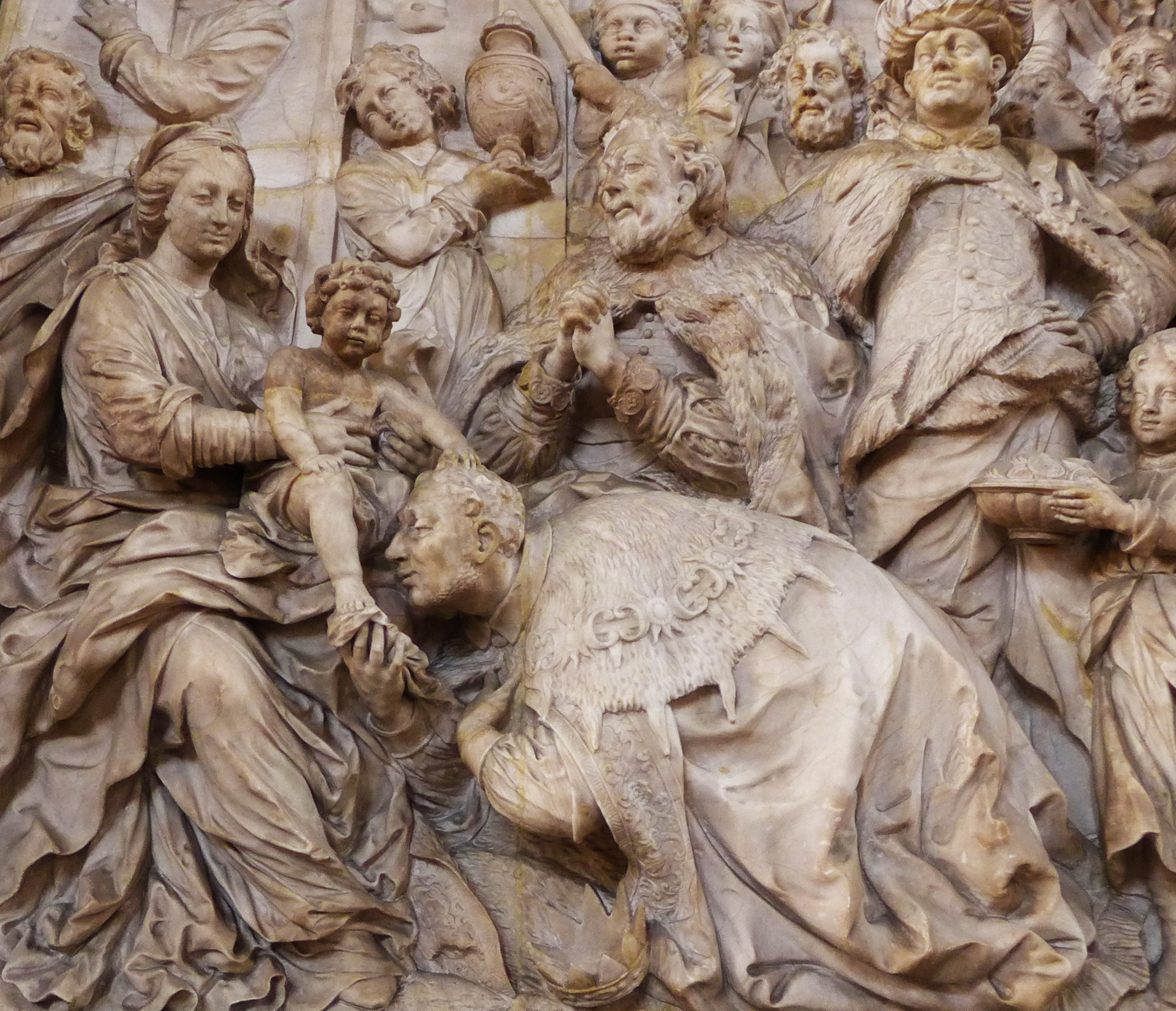
Johann Hugo von Orsbeck als einer der Heiligen Drei Könige in fußfälliger Verehrung des Jesuskindes am Dreikönigsaltar des Trierer Doms
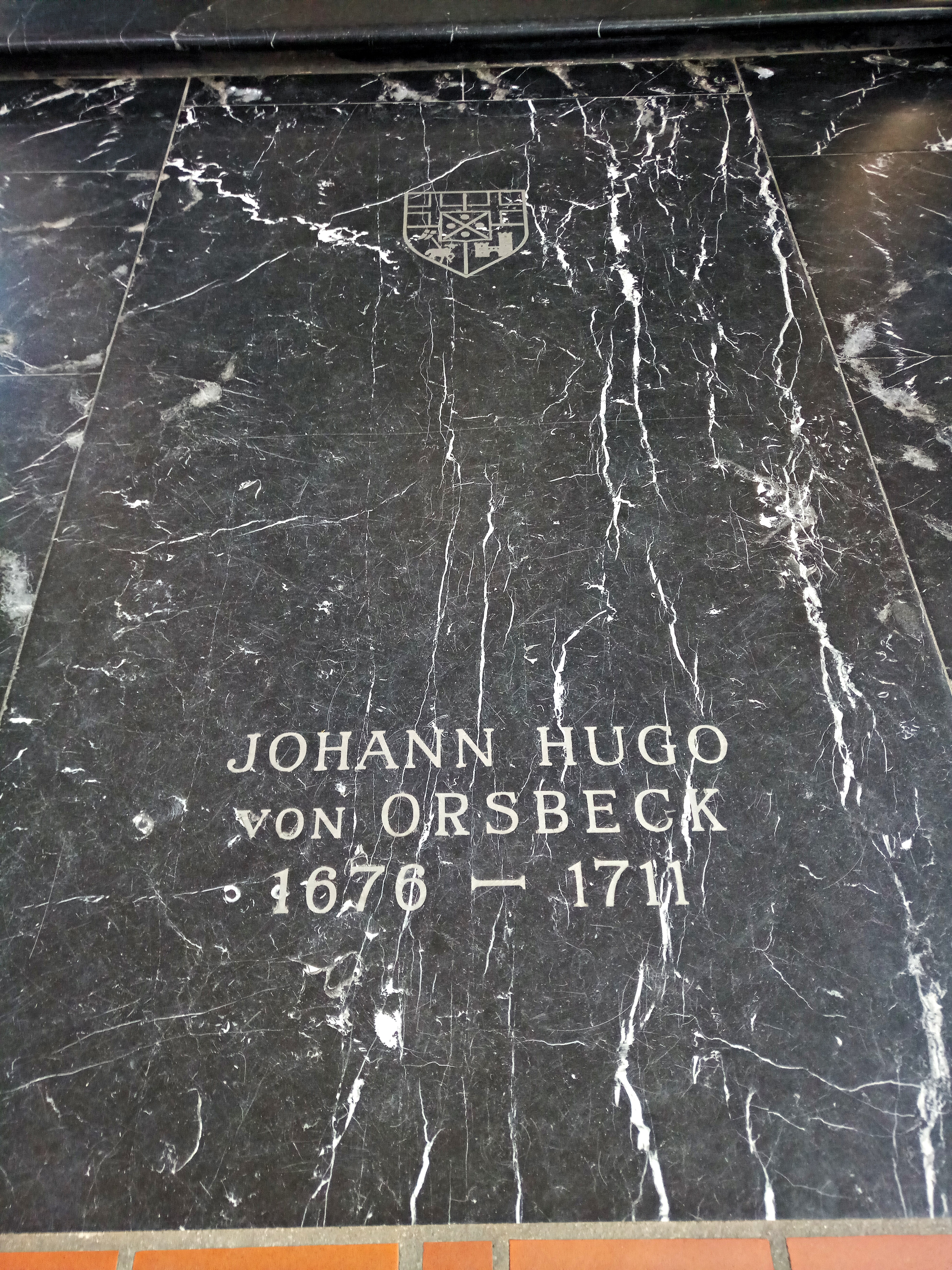
Grabplatte im Trierer Dom
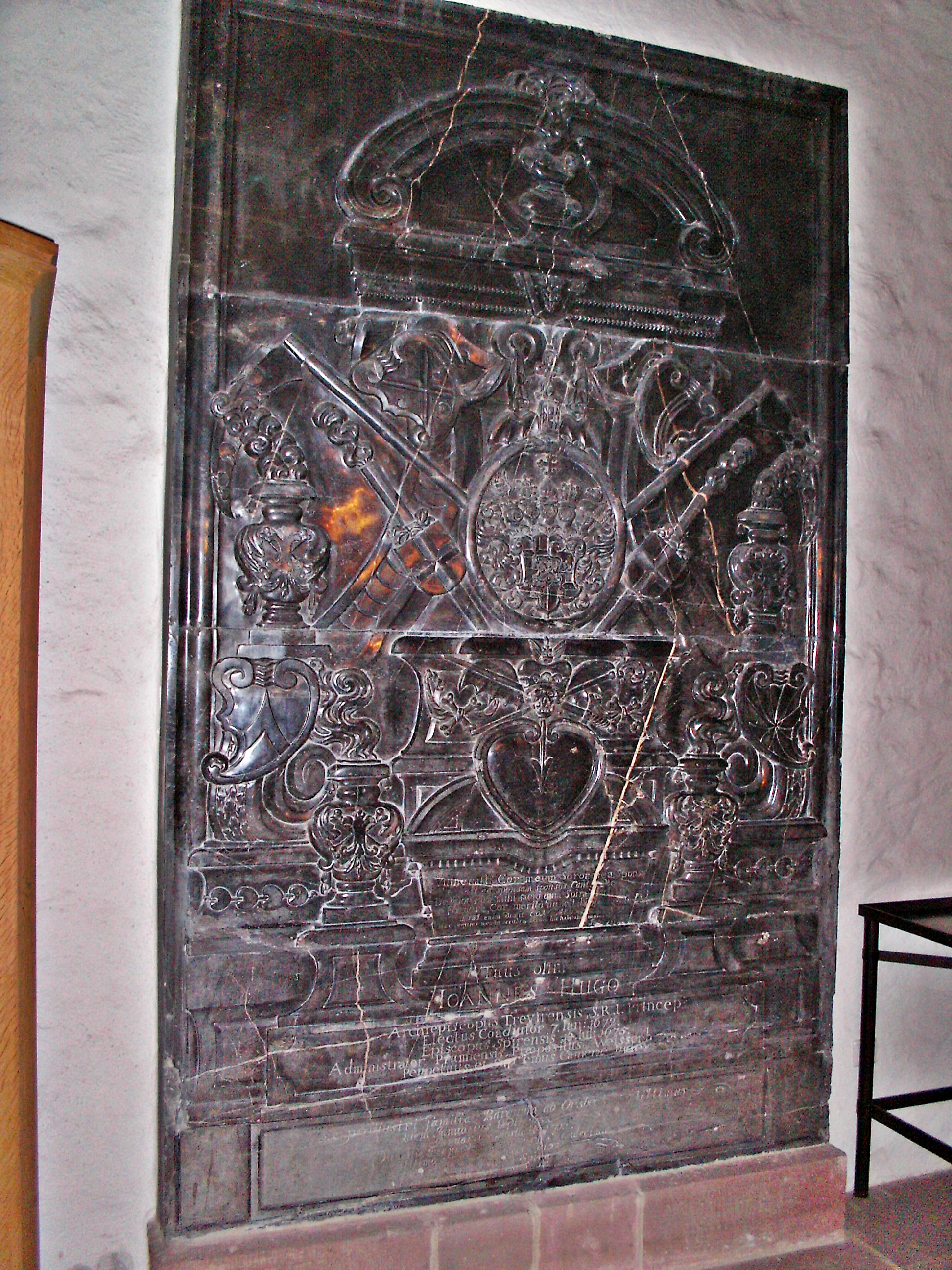
Herzepitaph (mit großer Herzdarstellung) in der Katharinenkapelle des Speyerer Doms
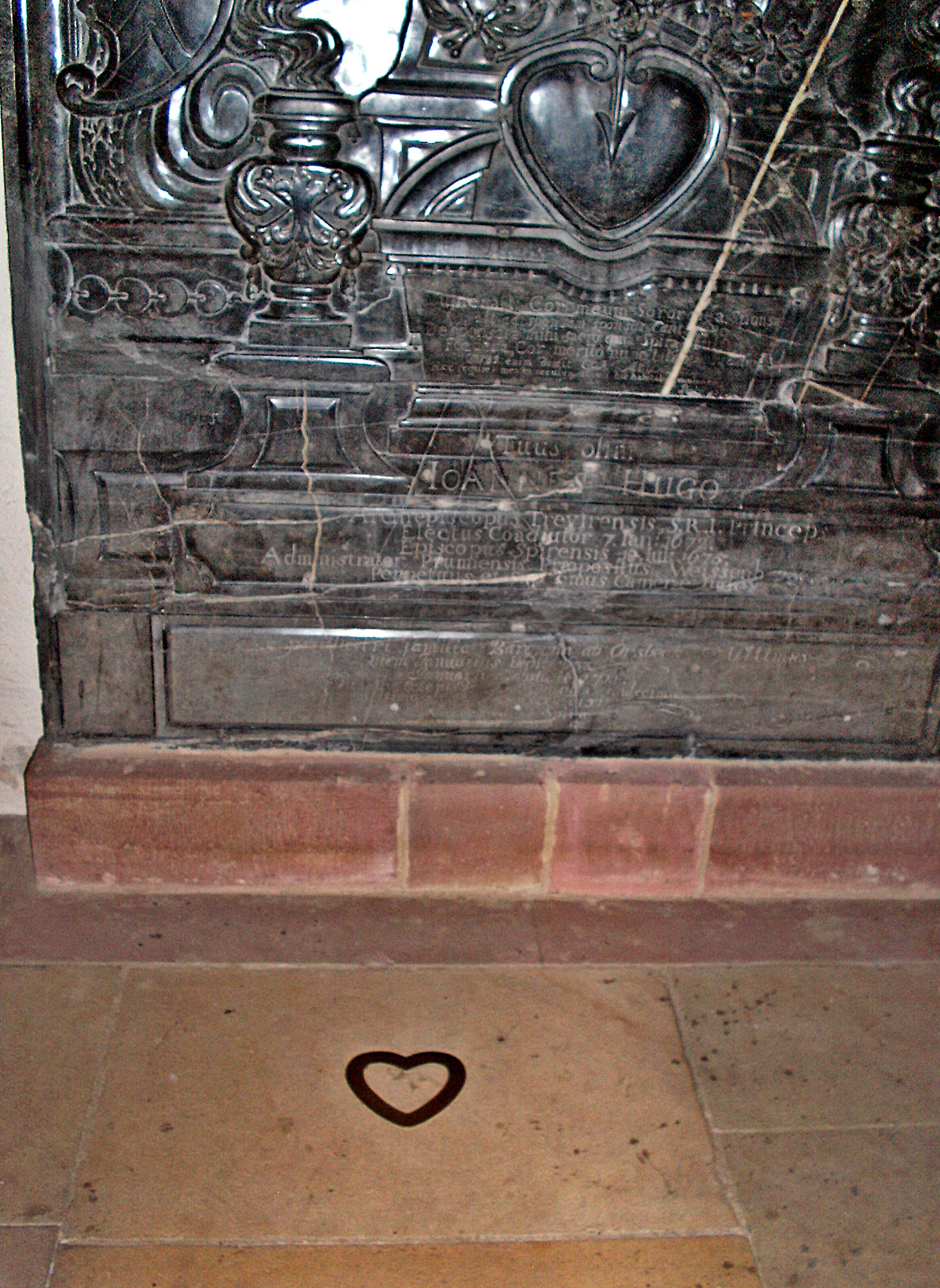
Herzgrab des Bischofs in der Katharinenkapelle des Speyerer Doms
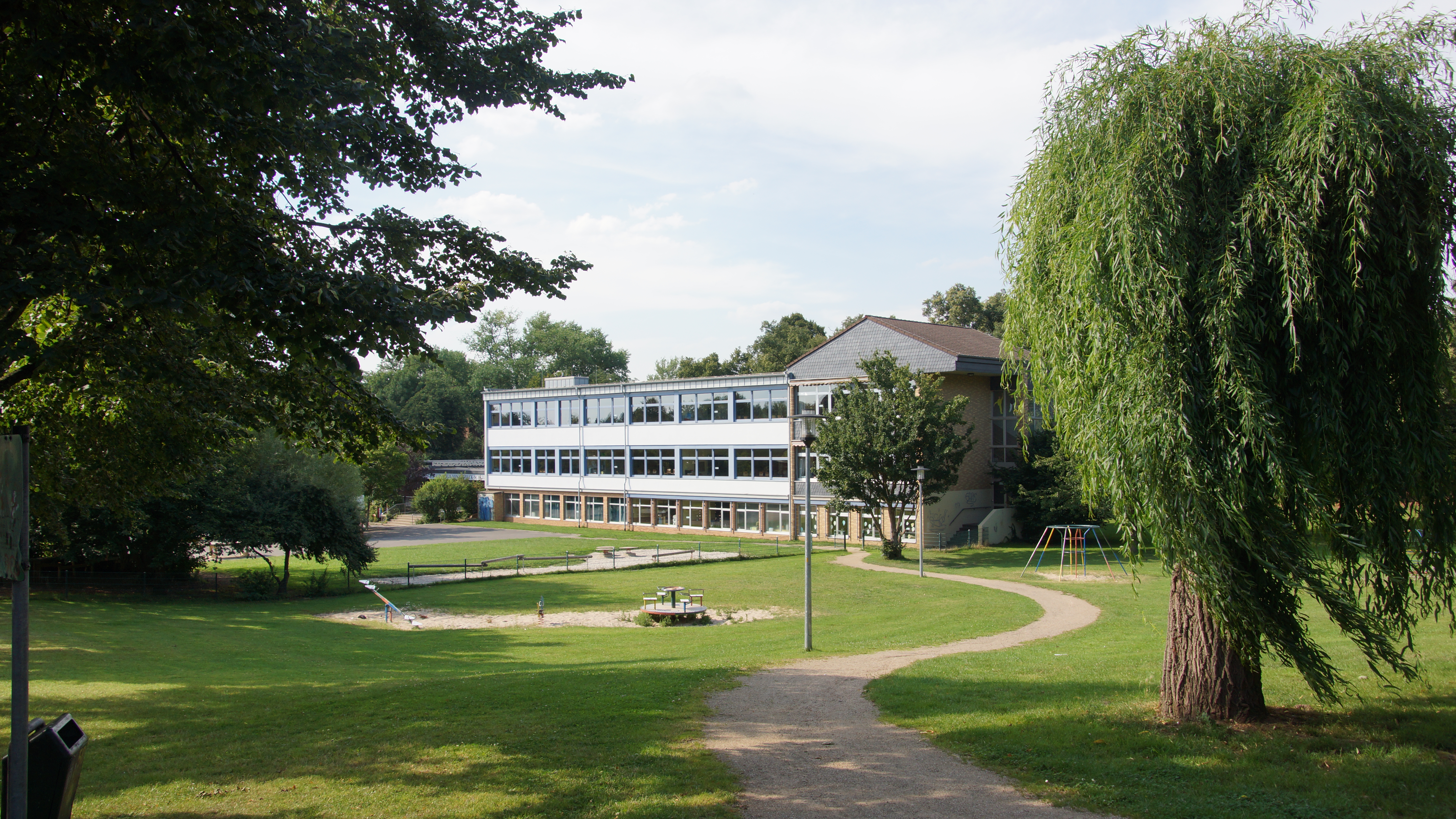
Die Johann-Hugo-von-Orsbeck-Schule in  Großvernich

### Die Persönlichkeit

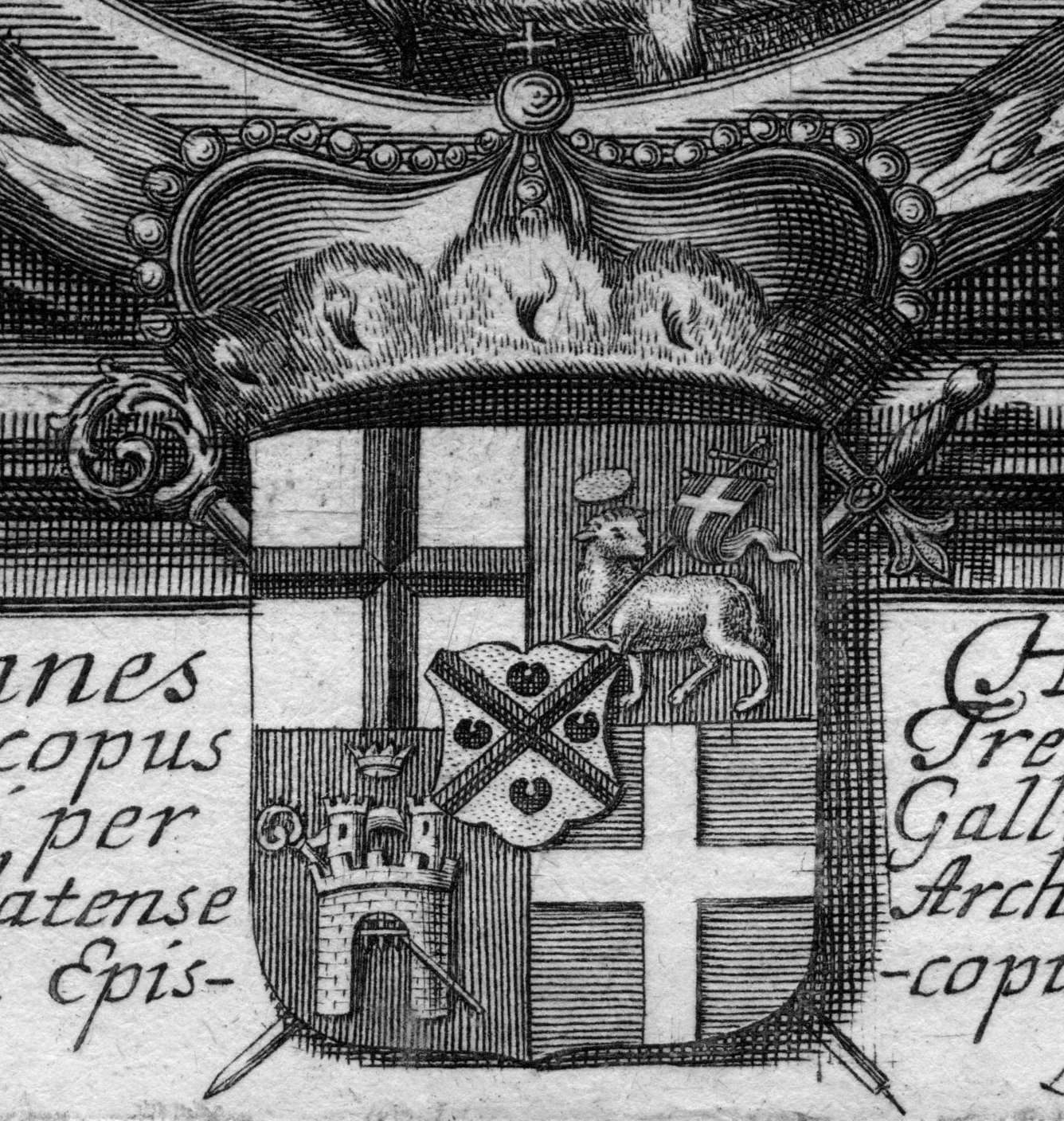
Wappen Johann Hugos mit den kurfürstlichen Insignien Kurhut, Schwert und Krummstab (Ausschnitt aus einem Stich von Leonhard Heckenauer, um 1680)

„Johann Hugo förderte nicht  erst in seinem Testament karitative Einrichtungen, sondern hatte zeitlebens eine offene Hand und ein offenes Ohr für die Bedürftigen. Er machte wenig Aufhebens davon, aber er war für alle erreichbar. […] Kennzeichnend ist auch das Wort, das sein Beichtvater von seinem Sterbebett überlieferte: er wisse keinem Menschen Unrecht getan zu haben.“
Seinem Heimatort Vernich fühlte er sich zeitlebens verbunden und stiftete ihm die dortige Kirche, die allerdings erst nach seinem Tode errichtet werden konnte. Um diese Stiftung rankte sich dann eine zunächst mündlich tradierte volkstümliche Überlieferung, nach der Johann Hugos ehemaliger Vernicher Meisterknecht eigens zu Fuß nach Trier wanderte und dort von ihm die Zusage des Baus einer neuen Kirche in Vernich erhielt. Diese rührende Geschichte erschien 1859 als 45-strophiges Erzählgedicht in der poetischen Sammlung „Blüthenhain“ des Enzener Kanonikus Johann Heinrich Steinhausen und wurde im Verlauf ihrer Weitergabe noch verschiedentlich abgeändert und angepasst.

## Wappen und Wahlspruch
Orsbeck führte als Erzbischof von Trier ein gemehrtes  (geviertes) persönliches Wappen. Es zeigt oben rechts (vom Wappenträger aus gesehen) das Kurtrierer Kreuz, daneben das Gotteslamm mit der Kreuzesfahne für die Abtei Prüm, unten links das Kreuz für das Bistum Speyer, rechts davon Turm mit Krone für die Propstei Weißenburg; in der Mitte das Orsbeck’sche Familienwappen (rotes Andreaskreuz auf goldenem Grund und vier grüne Seerosenblätter). – Es gab das Wappen auch in anderer Anordnung der Einzelwappen als „Kleeblattwappen“.
Als Johann Hugos Wahlspruch ist überliefert „Standhaft allzeit!“,  aber auch „Meine Zeit in Unruhe, meine Hoffnung in Gott“.